# گورستان قلعه بالا
قبرستان قلعه بالا مربوط به دوره اشکانیان است و در شهرستان خاش، بخش ایرندگان، دهستان ایرندگان، ۳۰۰ متری غرب روستای قلعه بالا واقع شده و این اثر در تاریخ ۱۲ دی ۱۳۸۶ با شمارهٔ ثبت ۲۰۳۵۰ به‌عنوان یکی از آثار ملی ایران به ثبت رسیده‌است.